# ミッシェル・キング
ミッシェル・キング（Michel King, 1930年 - ）は、フランス・ソットヴィル・レ・ルーアン生まれの画家。
「海の画家」と呼ばれるミッシェル・キングは、主に海、船、海岸、そしてそこで働く人々を油彩や水彩、銅版画、そして石版画で描く画家である。
また、書物の挿絵、タペストリーの図案、ステンドグラス（ディエップ市商工会議所、サン・マール教会）制作なども行っている。1973年にフランス海軍公式画家に任命され、2006年には自著「ビグデン」で、海軍アカデミー・グランプリを受賞した。
1998年から2002年まで、デッサン・水彩画サロン会長を務め、現在はフランス国民美術協会（ソシエテ・ナショナル・デ・ボザール）会長、フランス海軍公式画家協会副会長などフランス画壇の要職を歴任している。
フランス政府より国家功労勲章シュヴァリエを受勲し、パリ市のヴェルメイユ・メダルも受賞した。
その作品は、海軍美術館、パリ市立近代美術館などの有名美術館に収蔵されている。
これまでフランス国内各地の他、アメリカ、日本、中国、韓国、スイスで個展開催。